# Louis Nzala Kianza
Louis Nzala Kianza (Kiamfu Kia Nzadi, 6 februari 1946 - 26 november 2020) was een Congolees rooms-katholiek geestelijke en bisschop.
Hij werd in 1972 tot priester gewijd en hij studeerde daarna sociale wetenschappen aan de UCL in België. Hij werd in 1996 benoemd tot bisschop van Popokabaka als opvolger van André Mayamba Mabuti Kathongo, die in 1993 op emeritaat ging. In 2009 nam hij deel aan de synode van Afrikaanse bisschoppen. In 2020 ging hij op emeritaat en werd opgevolgd door Bernard Marie Fansaka Biniama.